# Avanade
 (décembre 2016).
Si vous disposez d'ouvrages ou d'articles de référence ou si vous connaissez des sites web de qualité traitant du thème abordé ici, merci de compléter l'article en donnant les références utiles à sa vérifiabilité et en les liant à la section « Notes et références ».
Avanade est une société américaine basée dans plus de vingt pays, qui fait de l'intégration de solutions pour l'entreprise basée sur la plateforme Microsoft. Elle emploie plus de 50 000 personnes dans le monde.
Avanade est un mot-valise entre les mots Avenue et Promenade.

## Histoire
Fruit d'une coentreprise entre Microsoft et Accenture, Avanade a vu le jour le 4 avril 2000 à Seattle. 

## Acquisition
| N° | Date               | Entreprise            | Metier                                                            | Pays        | Références |
| -- | ------------------ | --------------------- | ----------------------------------------------------------------- | ----------- | ---------- |
| 1  | 3 mars 2003        | DCG                   | Consulting metier online et integration                           | Australie   | [ 2 ]      |
| 2  | 27 mai 2003        | G.A. Sullivan         | IT                                                                | États-Unis  | [ 3 ]      |
| 3  | 2 mai 2005         | en’tegrat             | Spécialisé en Microsoft Dynamics                                  | Australie   | [ 4 ]      |
| 4  | 2 novembre 2007    | HOB                   | SSII                                                              | Danemark    | [ 5 ]      |
| 5  | 4 juin 2008        | Quadreon              | Spécialisé en Microsoft Dynamics                                  | Belgique    | [ 6 ]      |
| 6  | 18 mai 2010        | Ascentium Corporation | Spécialisé en Microsoft Dynamics                                  | Australie   | [ 7 ]      |
| 7  | 5 octobre 2011     | ECONNEX AG            | Spécialisé en Microsoft Dynamics                                  | Allemagne   |            |
| 8  | 18 décembre 2012   | Azaleos               | Transfert de message, collaboration et services de communications | États-Unis  |            |
| 9  | 28 avril 2015      | KCS.net               | IT                                                                | Suisse      | [ 8 ]      |
| 10 | 3 août 2015        | CloudTalent           | Strategic Cloud                                                   | Royaume-Uni | [ 9 ]      |
| 11 | 28 février 2017    | Infusion              | Software engineering et design                                    | États-Unis  | [ 10 ]     |
| 12 | 14 août 2018       | Loud & Clear          | eXperience design                                                 | Australie   | [ 11 ]     |
| 13 | 1er avril 2021     | Azeo                  | Intelligence artificielle, IoT                                    | France      | ,          |
| 14 | September 28, 2022 | eLogic                | Firme de consultation en technologie                              | États-Unis  | [ 14 ]     |

## Domaines d'intervention
- Développement applicatif
- Réseau social et collaboration d'entreprise
- Infrastructure
- Cloud computing
- Données et analytiques
- Mobilité
- Experience design
- Marketing digital
- Gestion de la relation client
- Progiciel de gestion intégré
- Conduite du changement
- Services managés
- Intelligence Artificielle